# Malayala Manorama
Malayala Manorama (Malayalam മലയാള മനോരമ)  ist eine indische Tageszeitung in der Sprache Malayalam.
Die Tageszeitung hat ihren Sitz in Kottayam. Erstmals erschien die Zeitung 1888, ihr Gründer war Kandathil Varghese Mappillai. Eigentümer der Zeitung ist das Medienunternehmen Malayala Manorama Company Limited. Gegenwärtiger Verleger ist Jacob Mathew und Chefredakteur ist seit 2010 Mammen Mathew.